# Pentaloncha humilis
Pentaloncha humilis är en måreväxtart som beskrevs av Joseph Dalton Hooker. Pentaloncha humilis ingår i släktet Pentaloncha och familjen måreväxter. Inga underarter finns listade i Catalogue of Life.